# Дженкинс, Ребекка
Ребе́кка Дже́нкинс (Rebecca Jenkins; род. 1959, Иннисфейл, Альберта) — канадская актриса и певица.

## Биография

### Творчество
У неё были главные роли в сериале канала CBC 1990-х годов «Чёрная гавань», а также в фильмах «Пока, блюз», «Мост Марион», «Вилби Великолепный», «Совершенно новое», «К югу от Вавы» и «Супервулкан» . Она также сыграла второстепенную роль в фильме Боба Робертса 1992 года в роли Долорес Перригрю. В мини-сериале NBC 10.5 она сыграла губернатора Калифорнии Карлу Уильямс.
Дженкинс появилась в эпизоде сериала WB «Сверхъестественное» 17 января 2006 года, где сыграла любящую жену. Её следующим проектом был телевизионный фильм под названием «Прошлые грехи» режиссера Дэвида Виннинга, в котором она снялась вместе с Лорэли Белл . Прошлые грехи вышли в эфир на Lifetime в ноябре 2006 года.
В 2012 году она снялась в документальном фильме Сары Полли «Истории, которые мы рассказываем», сыграв мать Полли Дайан в драматическом спектакле.

### Музыка
Как певица, Дженкинс в основном была бэк-вокалистом Jane Siberry and Parachute Club . Она также записала треки для ряда канадских альбомов, адресованных канадской аудитории, и приняла участие в концерте Count Your Blessings с Siberry, Холли Коул, Мэри Маргарет О'Хара и Викторией Уильямс. Кроме того, Дженкинс занимает заметное место в саундтреке к фильму Bye Bye Blues; её персонаж в фильме - женщина, которая занимается джазовым пением, чтобы поддержать свою семью, пока её муж отсутствует во время Второй мировой войны. Она также исполнила заглавную песню "Bye Bye Blues" в Калгари 1 сентября 2005 года, открывая вечер празднования столетия Альберты.
Она также участвовала в пятинедельном радиосериале под названием «Тихо, дама на сцене» с певцом-автором песен Дэвидом Рамсденом. Радиопостановка была записана с четырьмя новыми певицами за неделю в студии CBC 's Glenn Gould . Среди гостей были Кэрол Папа, Холли Коул, Ли Уэйлен, Лори Йейтс, Молли Джонсон, Кейт Феннер и Мэри Маргарет О'Хара.

## Фильмография

### Кинематограф
| Год  | заглавие                         | Роль             | Заметки        |
| ---- | -------------------------------- | ---------------- | -------------- |
| 1988 | Ковбои не плачут                 | Люси Морган      |                |
| 1988 | Воссоединение семьи              | Кейтлин          |                |
| 1989 | Пока пока блюз                   | Дейзи Купер      |                |
| 1990 | Голод внутри                     | рассказчик       | Документальный |
| 1991 | Юг Вавы                          | Lizette          |                |
| 1991 | Просека                          | Луиза            |                |
| 1992 | Боб Робертс                      | Делорес Петтигрю |                |
| 2002 | Трасса 60                        | Сьюзен Росс      |                |
| 2002 | Прошедшее совершенное время      | шарлотка         |                |
| 2002 | Мост Марион                      | Есть             |                |
| 2003 | The Republic of Love             | Мейв             |                |
| 2004 | Вилби Великолепный               | Сандра Андерсон  |                |
| 2005 | Вся новая вещь                   | Kaya             |                |
| 2009 | капуста                          | Г-жа. Камеры     |                |
| 2010 | Отцы и сыновья                   | Ребекка          |                |
| 2012 | Истории, которые мы рассказываем | Диана Полли      | Документальный |

### Телевидение
| Year      | Title                              | Role                          | Notes                                                 |
| --------- | ---------------------------------- | ----------------------------- | ----------------------------------------------------- |
| 1988      | Katts and Dog                      |                               | Episode: "The Candidate"                              |
| 1989      | Street Legal                       | Sarah Melchuck                | Episode: "Without Prejudice"                          |
| 1990      | Road to Avonlea                    | Sylvia Gray                   | Episode: "Old Lady Lloyd"                             |
| 1991      | Darrow                             | Ruby Darrow                   | TV movie                                              |
| 1992      | Split Images                       | Angela Nolan                  | TV movie                                              |
| 1992      | Till Death Do Us Part              | Sandra Stockton               | TV movie                                              |
| 1992      | Beyond Reality                     |                               | Episode: "The Burning Judge"                          |
| 1993      | X-Men                              | Heather McNeil Hudson (voice) | Episode: "Repo Man"                                   |
| 1993      | Destiny Ridge                      | Linda Hazelton                | TV series                                             |
| 1994      | Harvest for the Heart              | Madeline 'Maddy' Hansen       | TV movie                                              |
| 1995      | Nilus the Sandman: The First Day   | Trenda (voice)                | TV movie                                              |
| 1996      | The Legend of Ruby Silver          | Kay Rainie                    | TV movie                                              |
| 1996-1999 | Black Harbour                      | Katherine Hubbard             | 39 episodes                                           |
| 1997      | Traders                            | Sister Connie                 | Episode: "Home Office"                                |
| 1998      | Stranger in Town                   | Katherine                     | TV movie                                              |
| 2000      | Foreign Objects                    | Judith                        | Episode: "Celebrity"                                  |
| 2000      | The Outer Limits                   | Dr. Louise Burrows            | Episode: "The Beholder"                               |
| 2000      | Catch a Falling Star               | Joyce McMurphy                | TV movie                                              |
| 2000      | Angels in the Infield              | Claire Everett                | TV movie                                              |
| 2000      | Nuremberg                          | Irene Jackson                 | TV miniseries                                         |
| 2000      | Love Lessons                       |                               | TV movie                                              |
| 2001      | And Never Let Her Go               | Kathleen Fahey-Hosey          | TV movie                                              |
| 2001      | Sex, Lies & Obsession              | Annika                        | TV movie                                              |
| 2002      | Guilty Hearts                      | Nora Runkle                   | TV movie                                              |
| 2002      | The Associates                     | Melody Atwater                | Episode: "Heart's Desire" Episode: "Definitely Maybe" |
| 2002      | A Nero Wolfe Mystery               | Robina Keane                  | Episode: "The Next Witness"                           |
| 2003      | The Atwood Stories                 | Yvonne                        | Episode: "The Sunrise"                                |
| 2003      | The Twilight Zone                  | Mrs. Malone                   | Episode: "Homecoming"                                 |
| 2004      | Kingdom Hospital                   | Rene Klingerman               | Episode: "Goodbye Kiss"                               |
| 2004      | 10.5                               | Governor Carla Williams       | TV movie                                              |
| 2004      | The Five People You Meet in Heaven | Eddie's Mother                | TV movie                                              |
| 2005      | Supervolcano                       | Wendy Reiss                   | TV movie                                              |
| 2005      | Into the West                      | Susannah Wheeler              | Episode: "Dreams and Schemes"                         |
| 2005-2006 | Godiva's                           | Godiva (voice)                | 7 episodes                                            |
| 2006      | Supernatural                       | Sue Ann Grange                | Episode: "Faith"                                      |
| 2006      | Past Sins                          | Janice Bradford               | TV movie                                              |
| 2006      | Reunion                            | Joanne                        | Episode: "Coming Through Fog]]                        |
| 2010      | Bond of Silence                    | Sandra                        | TV movie                                              |

### Личная жизнь
- Замужем с 2004 года; супруг: Джоэль Бакан[англ.], писатель и сценарист.
- Дети:
  - Сэди Дженкинс-Вэйд (Sadie Jenkins-Wade; род. 1996)
  - Майм Бакан-Кляйн (Myim Bakan-Kline; род. 1996)